# アッカー・ビルク
アッカー・ビルク（Acker Bilk、1929年1月28日 - 2014年11月2日）は、イギリスのクラリネット奏者、バンドマスター、作曲家、編曲家。バース・アンド・ノース・イースト・サマセット出身。

## 略歴
少年時代、そり滑りで遊んでいた時に、不運にも雪の下に隠れていた岩で指の第一関節を失ってしまうというアクシデントを起こす。これはクラリネット奏者としては致命的なハンディだが、彼はその後、克服したばかりか、逆に失った指のクッションを生かしてユニークなクラリネット・トーンを生み出す事に成功した。
1958年に自身のバンドであるパラマウント・ジャズ・バンドを結成し、ニューオーリンズ（ディキシーランド）・スタイルのトラッド・ジャズ・ブームにのって人気を博し、1963年に一度解散するまでの5年間に、ラジオ、テレビ、映画、ステージなどに大活躍をする。特に、1961年放映の英BBCテレビ番組『Stranger on the Shore（直訳：渚の見知らぬ人）』における自身の作曲によるテーマ曲「白い渚のブルース」（邦題。原題は前記のテレビ番組と同じ）は翌年、全米、全英のヒットチャートにて第1位を獲得し、ミリオンセラーを記録、全世界で大ヒットし、この1曲でその名は一躍世界中に知れ渡るようになる。
1963年以降はクラリネットのソロ・プレイヤーとして活躍。多くのレコードを発表する一方で、パラマウント・ジャズ・バンドも再結成し、ソロと並行して活動を続けた。
2014年11月2日、イングランド南部のバースの病院で死去。85歳没。

## ディスコグラフィ

### リーダー・アルバム
- The Seven Ages of Acker (1960年、Columbia)
- Omnibus (1960年、Pye)
- Acker (1961年、Columbia)
- Golden Treasury of Bilk (1961年、Columbia)
- The Best of Barber and Bilk (with Chris Barber) (1961年、Pye)
- The Best of Barber and Bilk Volume 2 (with Chris Barber) (1961年、Pye)
- 『ストレンジャー・オン・ザ・ショア』 - Stranger on the Shore (1962年、Columbia)
- The Best of Ball, Barber and Bilk (with Kenny Ball and Chris Barber) (1962年、Pye)
- A Taste of Honey (1963年、Columbia)
- Together (with Bent Fabric) (1965年、Atco)
- Mood For Love (1966年、Atco)
- Mr Acker Bilk in Paris (with the Leon Young String Chorale) (1966年、Atco)
- London is my cup of tea (1967年、Atco)
- Blue Acker (1968年、Columbia, Lake LACD218)
- The One for Me (1976年、Pye)
- Sheer Magic (1977年、Warwick)
- Evergreen (1978年、Warwick)